# Perge Imre
Perge Imre (Sirok, 1932. május 31. – Eger, 2011. május 27.) az Eszterházy Károly Főiskola nyugalmazott főiskolai tanára, az egri számítástechnika-oktatás megteremtője. Az Eszterházy Károly Főiskolán az ő vezetésével jött létre a Számítástechnikai Csoport, majd a Számítástechnika Tanszék.

## Életútja
1932-ben született Sirokban. 1953-ban matematika-fizika szakon végzett Egerben, majd 1958-ban az ELTE Természettudományi Kar (ELTE-TTK) alkalmazott matematikus szakán szerzett diplomát. Az Eszterházy Károly Főiskolán 43 éven keresztül oktatta a hallgatókat. 1971-től vezette a Matematika Tanszék Számítástechnikai Csoportját. 1972-ben elkészítette a tanárképző főiskolák számítástechnikai oktatási tantervét, meghatározó egyénisége a számítástechnika oktatásának Egerben. 1984-ben főigazgató-helyettesi megbízást kap, melyet hat éven át töltött be. 1990-ben vezetésével létrehozták a Számítástechnikai Tanszéket. Tíz szakkönyve és több mint húsz tanulmánya jelent meg. Munkáját 1989-ben Tarján-díjjal ismerte el a Neumann János Számítógép-tudományi Társaság.

## A Számítástechnikai Csoport létrehozása
Az országos Számítástechnikai Fejlesztési Program keretében a Művelődési Minisztérium a Matematikai Szakbizottságon belül 1970-ben létrehozta a Számítástechnikai Albizottságot a tanárképző főiskolák rövidtávú számítástechnikai programjának a kidolgozására. Az elnöki teendőkkel Dr. Perge Imre főiskolai docenst bízta meg. Bejelentik, és a sajtóban is megjelenik, hogy 1971-ben több egyetemmel egyidőben az egri főiskola is egy ODRA 1204 típusú számítógépet kap a Program keretében.
1971. február 1-től Dr. Perge Imre féléves tanulmányúton vett részt a Kossuth Lajos Tudományegyetem Számítóközpontjában.
Az 1971. szeptember 8-ai tanévnyitó ünnepségen a főigazgató bejelentette, hogy a tanév során kezdi meg működését a főiskola Matematika Tanszékén a Számítástechnikai Csoport, mely a tanszék szerves része, s alapját egy 12 millió forintos beruházású ODRA-1204 típusú komputer képezi. A közel tíz főnyi személyzettel működő számítóközpont elsősorban oktatási és tanárképzési célokat szolgált.

## Könyvei
Perge Imre több jegyzetet, könyvet is írt. Ezek a következők:
- Békési József, Perge Imre, Geda Gábor, Holovács József: Adatbázis-kezelés, EKF Líceum Kiadó, 2001.
- Perge Imre: A számítástechnika alkalmazása I., Táblázatkezelő rendszerek, Numerikus módszerek, Operációkutatás, EKF Líceum Kiadó, 2000.
- Perge Imre: Bevezetés az informatikába, Jegyzet, Eger, 1993.
- Perge Imre, Puskás Albert: Numerikus és gépi módszerek I-II., Tankönyvkiadó Vállalat, 1985.
- Mátyás Ferenc, Perge Imre, Berki Judit, Demeter Andrásné, Pap-Klára Márta: Így tanítjuk a matematikát I-II., Tankönyvkiadó Vállalat, 1982.
- Perge Imre: A számítástechnika alapjai, Középiskolai szakköri füzetek sorozat, Tankönyvkiadó Vállalat, 1978.
- Perge Imre, Pelle Béla, Szepessy Bálint, Jakab Albert: Gyakorlati számolások, Középiskolai szakköri füzetek sorozat, Tankönyvkiadó, 1972.

## Gyászjelentése
Dr. Perge Imre tagja volt a Neumann János Számítógép-tudományi Társaságnak.
Halála után a következő gyászjelentés adták ki:

Mély fájdalommal tudatjuk, hogy DR. PERGE IMRE nyugalmazott főiskolai tanár, az Eszterházy Károly Főiskola volt főigazgató-helyettese, a Számítástechnika Tanszék volt vezetője életének 79. évében, 2011. május 27-én elhunyt.

Temetése 2011. június 10-én 12.30 órakor lesz az egri Hatvani temetőben.

Gyászoló családja és az Eszterházy Károly Főiskola